# Sport Clube Sal Rei
El Sport Club Sal Rei es un equipo de fútbol de Cabo Verde de la localidad de Sal Rei en la isla de Boavista. Juega en el Campeonato regional de Boavista.

## Historia
Fue fundado el 28 de agosto de 1952 en la ciudad de Sal Rei en la isla de Boa Vista y hasta la actualidad ha ganado el campeonato caboverdiano de fútbol en una ocasión en 2004, y también han ganado el título de la isla en 10 ocasiones.
El club obtuvo la clasificación a la Liga de Campeones de la CAF 2005, pero no participó por no tener recursos para financiar su participación en el torneo.

## Estadio

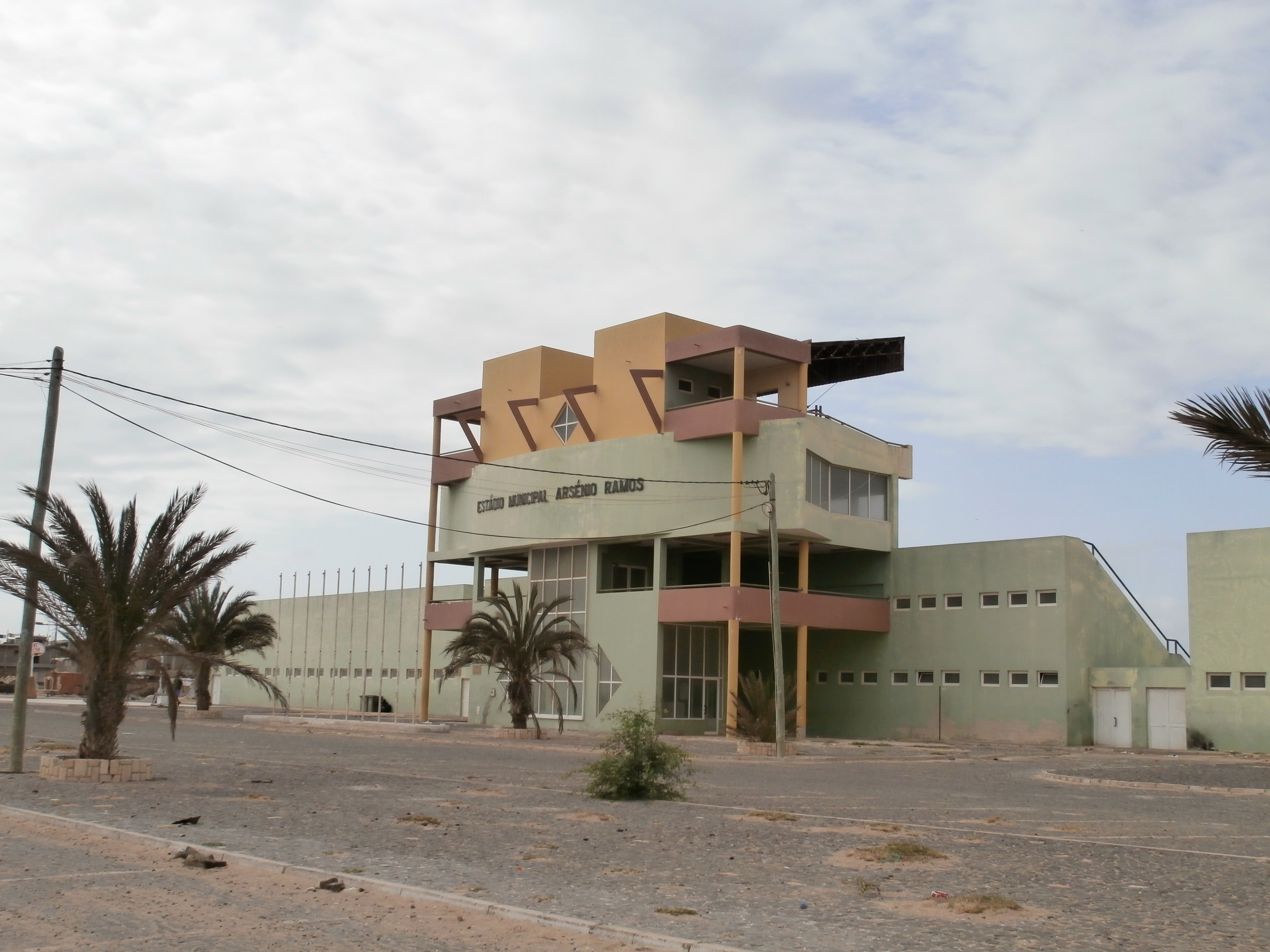
Vista exterior del estadio Arsénio Ramos.

El Sport Club Sal Rei juega en el Estadio Municipal Arsénio Ramos, el cual comparte con el resto de equipos de la isla, ya que en él se juegan todos los partidos del campeonato regional de Boavista, al ser el único que dispone de las condiciones requeridas para la práctica del fútbol. Tiene una capacidad para 3 000 espectadores.

## Palmarés
- campeonato caboverdiano de fútbol: 1

2004
- Campeonato regional de Boavista: 10

1993-94, 1997-98, 2003-04, 2004-05, 2005-06, 2006-07, 2007-08, 2010-11, 2015-16 y 2016-17
- Copa de Boavista: 1

2013
- Supercopa de Boavista: 2

2013, 2015
- Torneo de Apertura de Boavista: 1

2016

## Jugadores y cuerpo técnico

### Jugadores internacioles
- Mustapha Sama
- Romy Ramos da Graca

## Otras secciones y filiales
El club dispone de un equipo femenino